# 麥馬士達大學
43°15′34″N 79°55′8″W / 43.25944°N 79.91889°W
麦克马斯特大学（简称McMaster或Mac）是加拿大安大略省汉密爾頓的一間研究型公立大學，創辦於1887年。2012年有23,500名全日制學生及4,836名兼讀學生。
大學設有6個學院：理學院、健康科學學院、工程學院、人文科學學院、社會科學學院及商學院。校園佔地300英畝（1.2平方公里），位處Westdale住宅區附近，毗鄰汉密尔顿市的皇家植物園。
麥馬士達大學多年来在不同的大学排名上稳居加拿大前五位，在2021年泰晤士報（Times Higher Education World University Rankings）所編輯之泰晤士高等教育世界大學排名中位列全球69，加拿大第4，而在上海交通大學所編制的2021年世界大學學術排名中則排第92，加拿大第4。另外，2012年在加拿大環球郵報（The Globe and Mail）所發表的大學成績表中，就大學整體教育素質方面給予麥大A-的評分。2022年QS世界大学排名第140，加拿大第6。麦克马斯特大学一直以來都被公認為是加拿大頂尖學府之一，美國紐約時報 (New York Times) 詢察要求全球各大公司行號執行長或總裁挑選出會招募的全球一百五十大大學畢業生，麦克马斯特大学被列為全球第六十一名，以及加拿大第四名。

## 學校歷史

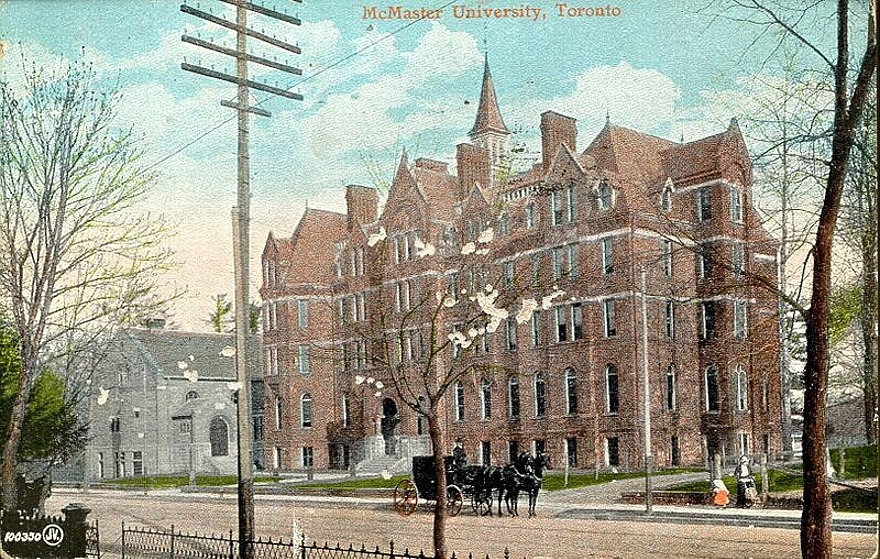
遷往汉密爾頓前位於多倫多的校舍

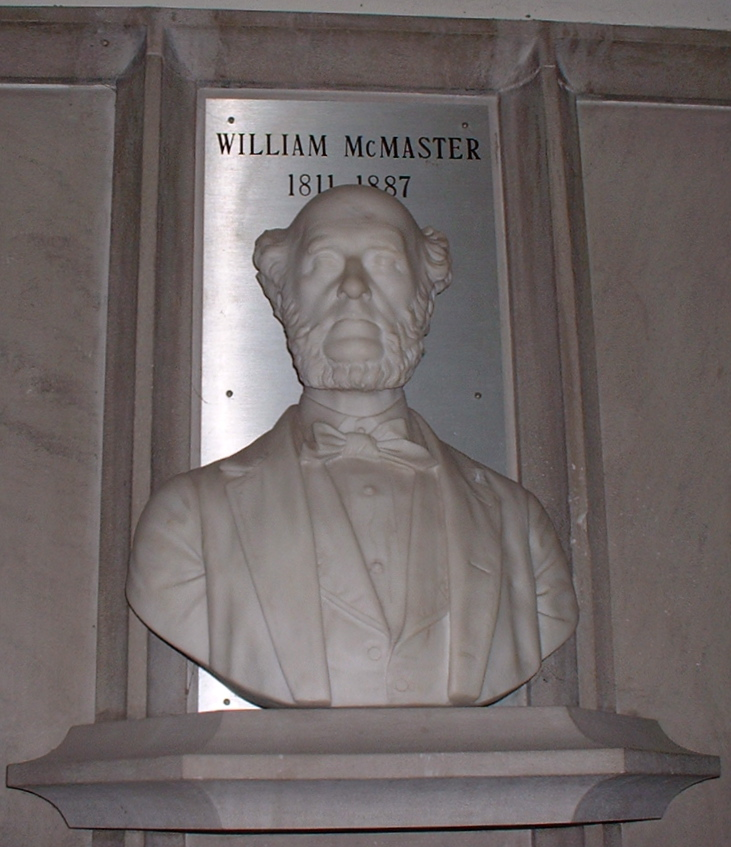
創校人Sir William McMaster

早在1830年代，活躍於加拿大中部的浸信會教徒一直倡議辦學。直至1887年，參議員威廉·麥瑪斯達（William McMaster）離世後將其遺產捐出，創辦一所基督徒學府（a Christian school of learning），而學校亦以其名字命名。校舍當時設在位於多倫多市的McMaster Hall，1890年投入運作，教授文科及倫理學，並於1894年首次頒發學位。
直到1930年，在汉密爾頓市民、校友及安省魁省浸信會聯會成員的捐助下，校舍遷移至安大略湖西岸的汉密爾頓市。校園早期建築物包括 University Hall，Edwards Hall，Wallingford Hall等。 而原本位於多倫多的校舍則變成現今的皇家音樂學院（The Royal Conservatory of Music）。
第二次世界大戰過後，在前校長哈瑞·索德的領導下，當時依然是一所教會學校的麥大無論在科研方面及收生人數都有顯著增長，但亦因此而面對著龐大的財政壓力。直至1957年，麥大轉變成一所非教會私立大學。而一直和學校保持著密切關係的浸信會則繼續在校園內的神學院（Divinity College）教授倫理學，維持著學校一貫的宗教傳統。11年後，根據《麥瑪斯達法令》（McMaster Act of 1968-1969），除神學院維持現狀外，學校其餘部份則劃分成文學部、理學部及健康科學部。
1974年，經過一連串的改革和整合後，原本的部門陸續演變成今日的人文科學學院、社會科學學院、理學院、工程學院、健康科學學院及商學院。

## 校园分布

### 主校区（Main Campus）

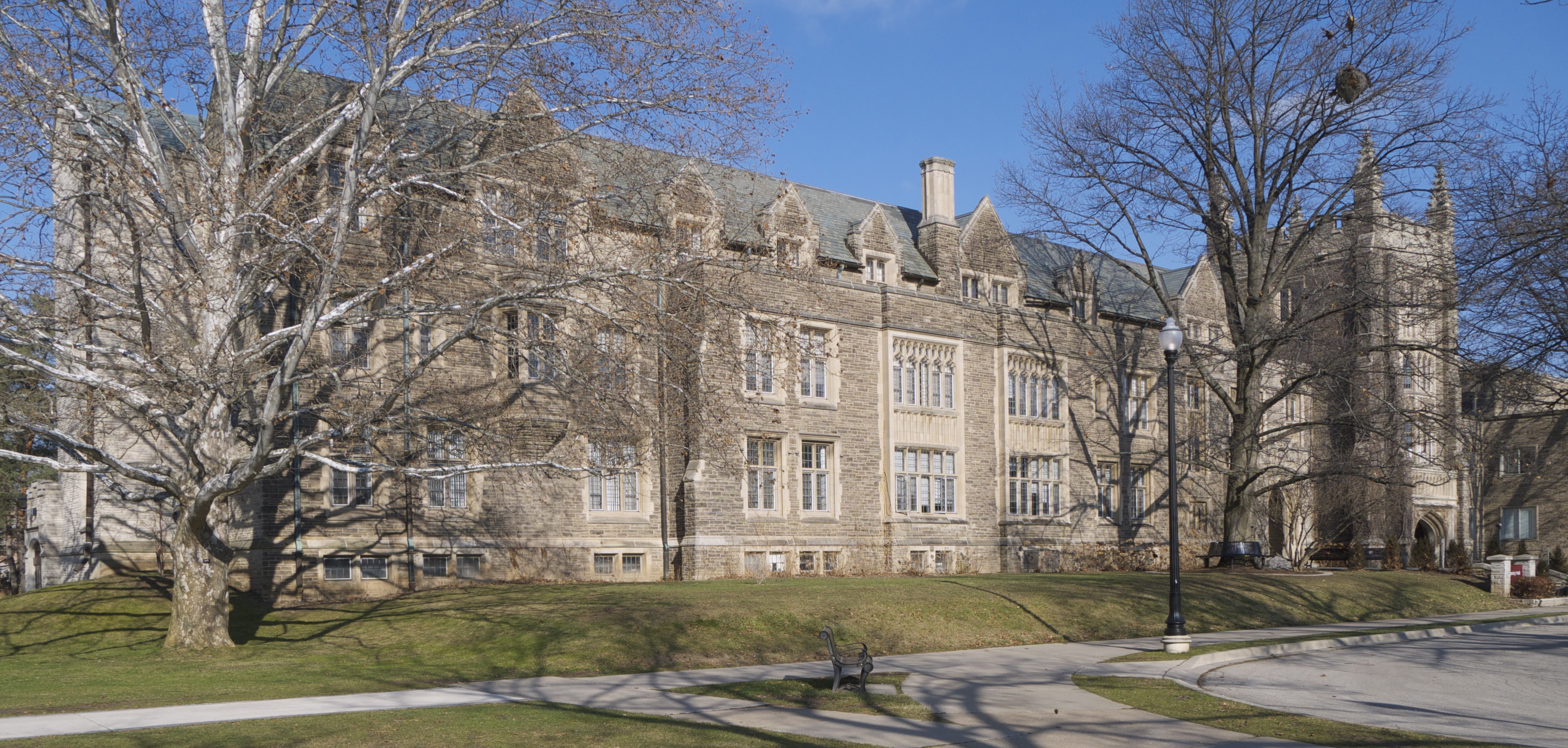
位于主校区的University Hall

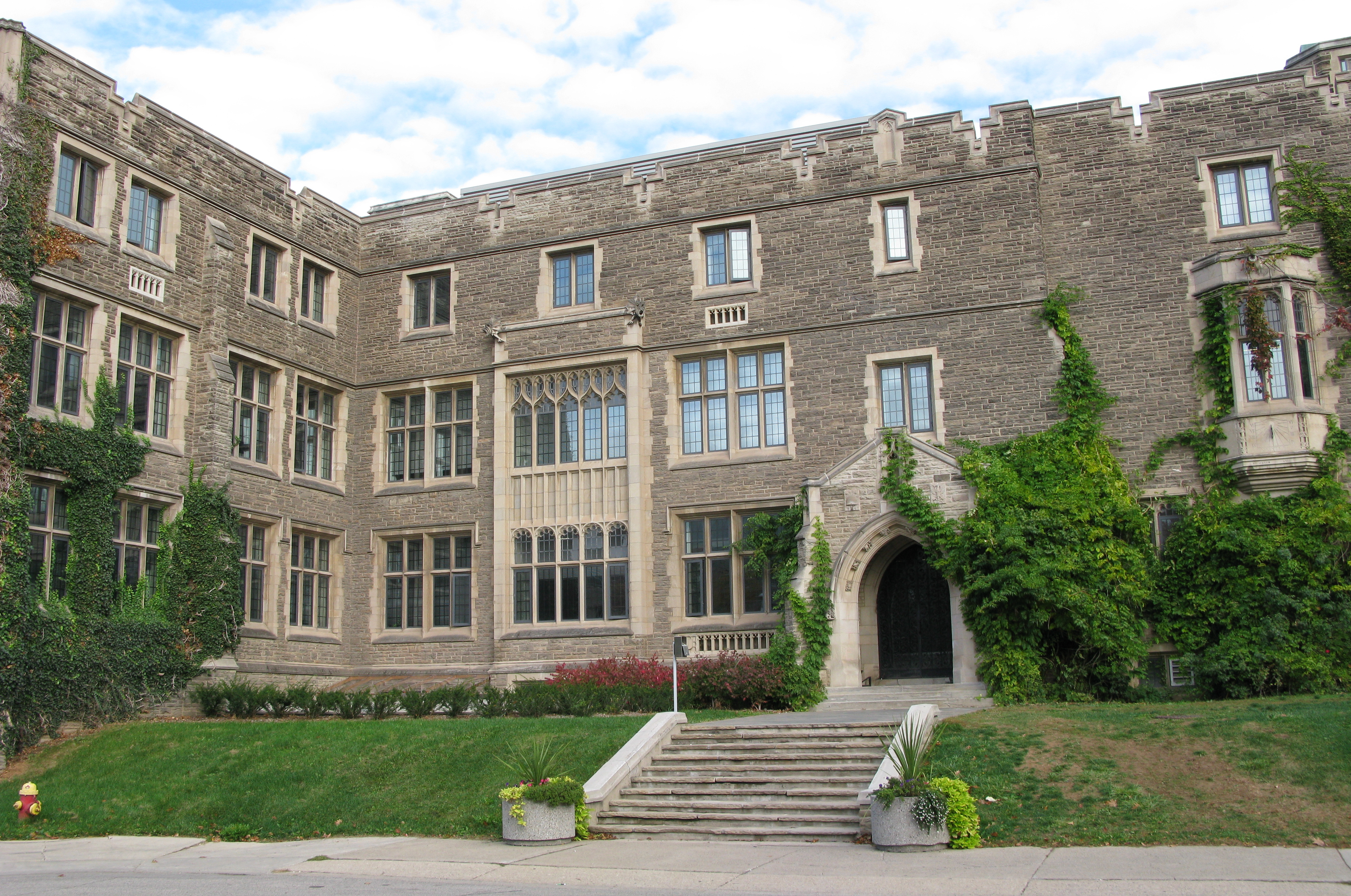
位于主校区的Hamilton Hall

麥大校園以北是一片廣闊的沼澤，一直以來吸引大批遊人前往遠足、緩跑等。由於毗鄰大自然，校園內偶爾會有如浣熊、狐狸等動物出沒，而野生鹿更是常见（通常能在午夜能看到，一般会在Hamilton Hall附近吃草）。 
除了早期興建的6所哥德式建築外，校園內的建築群還陳列著60年代至今的作品。當中外形最突出的，要數位於校園東南方的大學醫學中心（McMaster University Medical Centre）。該座多功能研究醫院至今依然是加國本土內其中一座最龐大的建築物。
1959年，麥大校園內建造了一座眾多英聯邦國家的大學中的首座研究用核子反應堆（麦克马斯特核反应堆，MNR）。

### 滑铁卢区域校区（Waterloo Regional Campus）
Michael G. DeGroote 医学院滑铁卢区域校区成立于2007年，位于安大略省基奇纳市中心的滑铁卢大学健康科学校区内。该校区设施建于2009年，包括一个完整的现场临床技能实验室，有四个技能室和两个观察室，有视频会议功能的教室，还有一个最先进的解剖实验室，该实验室建于2013年，配有高清视频系统。Michael G. DeGroote 医学院滑铁卢区域校区大楼也是家庭医学中心的所在地，该中心是一个私人运营的家庭健康团队，也是麦克马斯特家庭医学住院医师项目的地区站点，同时也是滑铁卢大学验光配镜学院的教学诊所。

### 尼亚加拉区域校区（Niagara Regional Campus）
Michael G. DeGroote医学院尼亚加拉区域校区于2008年正式启用，位于安大略省圣凯瑟琳斯的布鲁克大学家庭健康和生物科学研究综合体内。校园内的设施包括两个临床技能室，一个观察空间；三个辅导教室，一个计算机实验室，一个演讲厅和一个解剖实验室。除此之外，尼亚加拉区域校区还在尼亚加拉卫生系统的医院内设有额外的教室和临床技能空间。在尼亚加拉地区距离校园25分钟车程的七所医院内由当地的优秀医生教授实践医学经验。该校区的临床实习在门诊诊所、各专科的私人诊所、公共卫生单位、尼亚加拉卫生系统的站点、Dieu Shaver酒店健康和康复中心以及位于格里姆斯比的西林肯纪念医院（West Lincoln Memorial Hospital）进行。

### Ron Joyce中心（Ron Joyce Centre）
DeGroote商学院Ron Joyce中心于2010年9月落成，位于安大略省伯灵顿，共有四层，面积90,000平方英尺。供DeGroote商学院MBA项目和EMBA项目使用。

### 麦克马斯特创新园区（McMaster Innovation Park）
麦克马斯特创新园区于2013年秋季落成，距离麦克马斯特大学主校区约2公里。麦克马斯特创新园的重点是通过提供物业管理服务以及商业援助来支持初创企业、商业、研究。创业者、公司、研究人员、行业合作伙伴、商业导师和支持设施是该园区的主要客户。麦克马斯特创新园区目前有四栋建筑：Atrium@MIP、CanmetMATERIALS、麦克马斯特汽车资源中心、生物医学工程和先进制造项目中心，并设想在10年内有10栋建筑入驻，1,500至1,800人全职工作。

### 继续教育中心（Centre for Continuing Education）

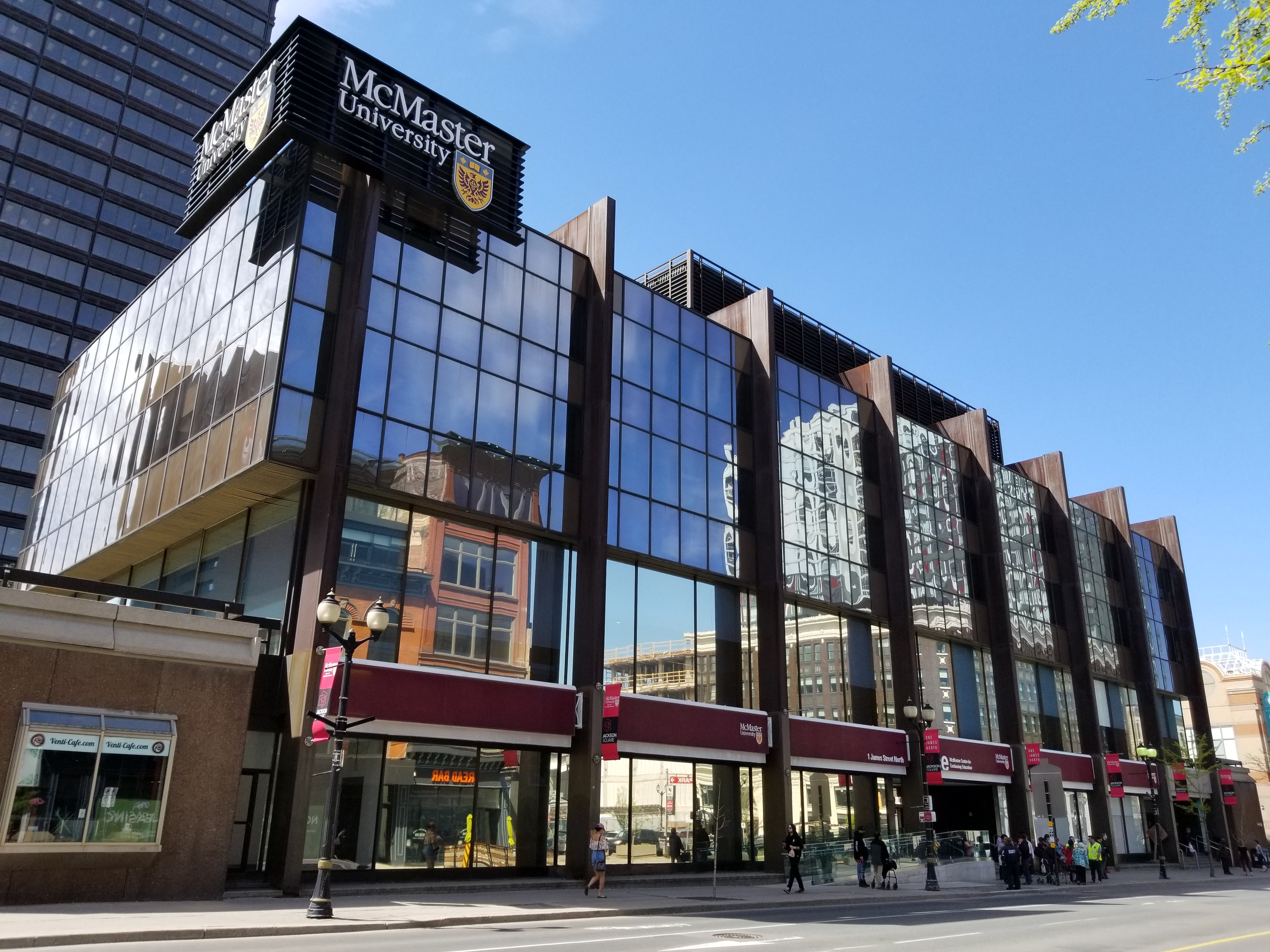
位于汉密尔顿市中心的继续教育中心

继续教育中心于2015年4月迁入位于安大略省汉密尔顿市中心Lloyd D. Jackson Square综合体的现址并正式启用。该楼共有五层，每层面积16,672平方英尺。

### David Braley健康科学中心（David Braley Health Sciences Centre）

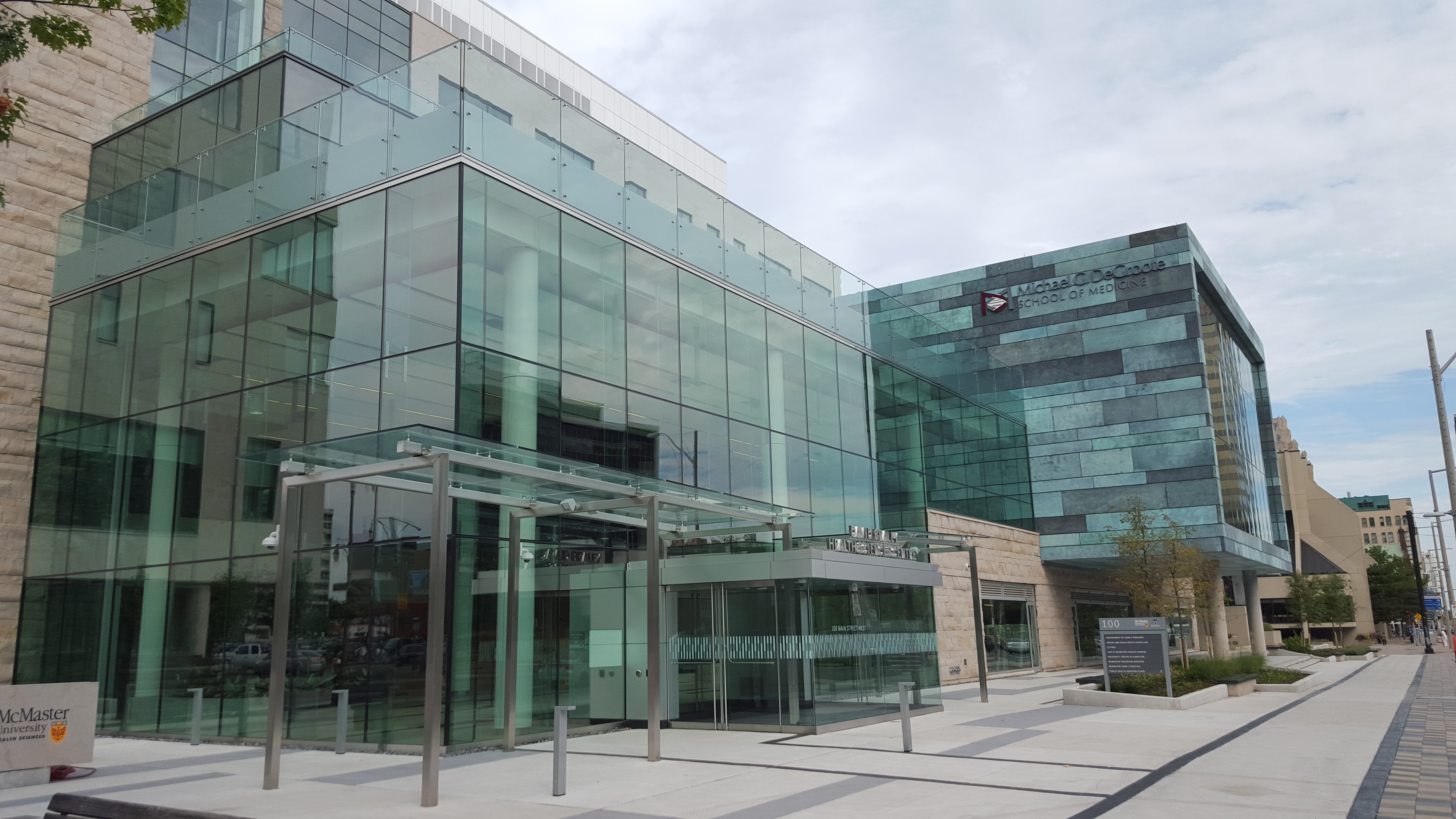
位于汉密尔顿市中心的David Braley健康科学中心

Michael G. DeGroote医学院David Braley健康科学中心于2015年5月正式启用，位于安大略省汉密尔顿市中心，共有六层，面积192,000平方英尺。除了作为Michael G. DeGroote医学院的主要研究和教育活动的基地，供家庭医学系使用外，David Braley健康科学中心还向公众提供公共健康服务。

## 教学科研
麥大多年來注重學術研究，當中工程學及醫療科學方面尤為突出，其科研活動比起一些更具規模的本土大學還要頻繁，所吸引到的研究資金比學校提供的還要多。而且，連續11年來，學校都被麦克林雜誌點評為全國15所擁有醫學院的學府中最具創新能力。2004年，學校就曾被Research Infosource評為Research University of the Year。
2006年，每名研究人員平均所獲贊助的研究收入冠絕全國，達$308,300。
1960年代，麥大醫學院開始打破傳統，以小組形式推行「問題導向學習」（problem-based learning）教學方式。逐漸地，此種教學方式推行至職業治療、物理治療、婦產科等相關學科。時至今日，北美洲很多院校亦採用此種教學方法。

### 附属医院
- 麦克马斯特大学医学中心（McMaster University Medical Centre）
- 圣约瑟夫医疗中心（St. Joseph's Healthcare）
- 哈密尔顿综合医院（Hamilton General Hospital）
- Juravinski医院（Juravinski Hospital）
- Juravinski癌症中心（Juravinski Cancer Centre）
- 圣彼得医院（St. Peter's Hospital）
- Chedoke医院（Chedoke Hospital）

### 其他事項
- 愛因斯坦的大腦一小部份曾保存在校內作醫學研究。[25][26]

- 校內商學院設有一所即時模擬交易現場（Allen H. Gould Trading Floor）。[27]

- 校內藝術館（The McMaster Museum of Art）藏有6000件以上展品。

- 校內有4間圖書館，合共館藏2百萬以上。

- 設有獨立語其他學系的原住民研究系，提供有關莫霍克语、卡尤加语（英语：Cayuga language）及奥杰布瓦语的語言文學等課程。[28]

## 體育運動
多年來，共有35名奧運運動員、8名奧運教練在麥大畢業。

## 著名人物

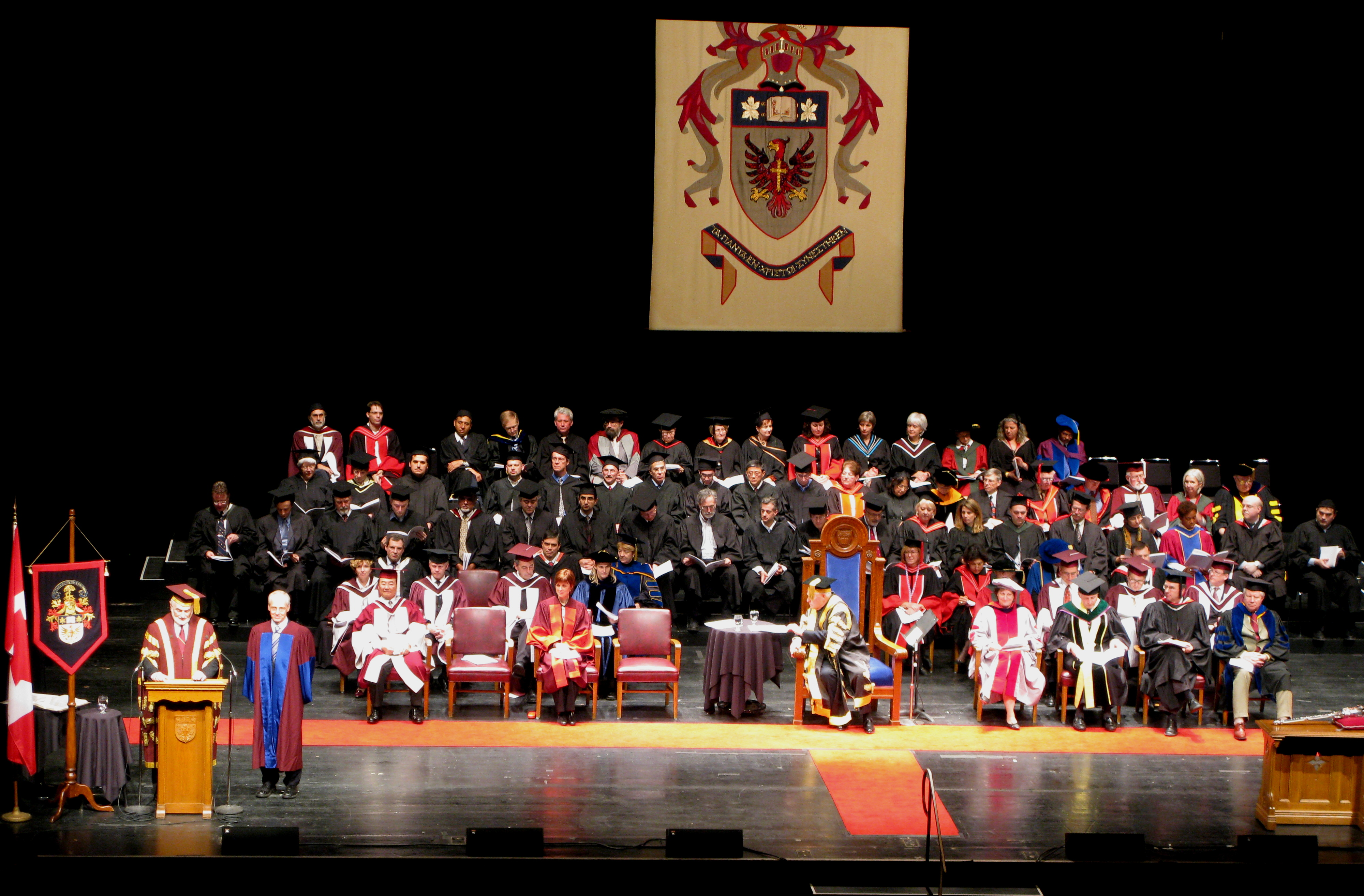
FirstOntario Concert Hall舉行的畢業典禮

### 学术界
- 伯特倫·布羅克豪斯，自1962年起在麦克马斯特大学担任物理學教授至1984年退休，物理学家，于1994年因其“对中子频谱学的发展，以及对用于凝聚态物质研究的中子散射技术的开创性研究”獲頒諾貝爾物理學獎。
- 迈伦·舒尔兹，1962届經濟學系本科畢業生，经济学家，于1997年因其創立的計算金融衍生工具布莱克-舒尔兹模型獲頒諾貝爾經濟學獎。
- 詹姆斯·奥宾斯基（英语：James Orbinski），1990届医学博士毕业生，医生、人道主义活动家，于1999年在其担任无国界医生组织主席期間代表该組織領取諾貝爾和平獎，于2009年获颁官佐级加拿大勋章（OC）。
- 唐娜·斯特里克兰，1981届工程物理学系本科畢業生，物理学家，于2018年因其“在激光物理领域的突破性发明”获颁诺贝尔物理学奖。
- 道格拉斯·科尔曼，1954届化学系本科毕业生，生物化学家，美国国家科学院院士，瘦蛋白的发现者，于2010年获颁拉斯克奖。
- 哈洛德·英尼斯，1918届文学硕士毕业生，政治经济学家、经济史学家，多伦多学派（英语：Toronto School of communication theory）创始人。
- Dafydd Williams（英语：Dafydd Williams），加拿大航天局航天员，于2013年因其在太空探索方面的工作获颁官佐级加拿大勋章（OC）。
- Roberta Bondar（英语：Roberta Bondar），1977届医学博士毕业生，加拿大首位女性航天员，于1992年获颁员佐级加拿大勋章（CM），于2019年获颁同伴级加拿大勋章（CC）。
- Patricia Demers（英语：Patricia Demers），英语和法语系本科毕业生，文学硕士毕业生，加拿大皇家学会首位女性主席，于2016年因其“对早期英国文学作品研究的深刻贡献，以及对学术界的贡献”获颁员佐级加拿大勋章（CM）。
- David Chadwick Smith（英语：David Chadwick Smith），1953届经济学系本科毕业生，第16任女王大学校长，于1993年获颁员佐级加拿大勋章（CM）。
- Meric Gertler（英语：Meric Gertler），1977届本科毕业生，第16任多伦多大学校长，于2015年获颁员佐级加拿大勋章（CM）。
- Mark Wainwright（英语：Mark Wainwright），1974届化学工程博士毕业生，第7任澳大利亚新南威尔士大学校長，于2004年因其“作为研究人员和学者对化学工程以及高等教育的贡献”获颁员佐级澳大利亚勋章（AM）。
- 郭新，華裔天文學家
- 吳汝鈞，中國哲學家
- 譚偉倫，香港宗教學家，香港中文大學宗教研究系教授

### 政治界
- 蒂霍米尔·奥雷什科维奇，1989届化学系本科毕业生，1991届工商管理学硕士毕业生，第11任克罗地亚总理。
- 汤米·道格拉斯，1933届文学硕士毕业生，第7任萨斯喀彻温省省长，前加拿大新民主党党魁。
- 道爾頓·麥堅迪，1978届生物学系本科毕业生，第24任安大略省省長，前安大略自由党党魁。
- Tony Valeri（英语：Tony Valeri），经济学系本科毕业生，前下议院执政党首席议员。
- Suchart Thada-Thamrongvech（英语：Suchart Thada-Thamrongvech），经济学博士毕业生，第68任泰国财政部长，前泰国教育部长，前泰国为泰党党魁。

### 工商界
- 斯蒂芬·埃洛普，1986届计算机工程和管理系本科毕业生，前諾基亞公司总裁兼首席执行官。
- Michael Lee-Chin（英语：Michael Lee-Chin），1974届土木工程系本科毕业生，牙买加经济发展委员会主席、牙买加国家商业银行（英语：NCB Financial Group）董事长。
- Heather Munroe-Blum（英语：Heather Munroe-Blum），1974届文学学士毕业生，加拿大养老基金投资公司（英语：CPP Investment Board）董事长、第16任麦吉尔大学校长。
- Paul D. House（英语：Paul D. House），1969届经济学系本科毕业生，蒂姆·霍顿斯总裁兼首席执行官。
- Rob Burgess（英语：Rob Burgess），1979届商学学士（英语：Bachelor of Commerce）毕业生，前Macromedia董事长兼首席执行官。
- Lynton Wilson（英语：Lynton Wilson），1962届本科毕业生，前加拿大贝尔董事长、总裁兼首席执行官，前北电网络董事长，于1997年获颁官佐级加拿大勋章（OC）。
- Margaret Franklin（英语：Margaret Franklin），经济学系本科毕业生，CFA协会（英语：CFA Institute）总裁兼首席执行官。
- Jeffrey Remedios（英语：Jeffrey Remedios），1998届本科毕业生，环球音乐集团加拿大董事长兼首席执行官。
- 高源，人工智能领域企业家。2025年获红杉中国1亿元天使投资。

### 体育界
- 拉里·凯恩，1984年洛杉矶奥运会皮划艇静水男子单人划艇500米冠军，于1984年获颁员佐级加拿大勋章（CM），于1997年入选加拿大体育名人堂（英语：Canada's Sports Hall of Fame）。
- 亚当·范库弗登，2007届运动机能学系（英语：Kinesiology）本科毕业生，2004年雅典奥运会皮划艇静水男子单人皮艇500米冠军，2007年杜伊斯堡世界皮划艇竞速锦标赛皮划艇静水男子单人皮艇500米冠军，2011年塞格德世界皮划艇竞速锦标赛皮划艇静水男子单人皮艇1000米冠军。
- 诺曼·莱恩，自1952年起在麦克马斯特大学担任数学特聘教授至1987年，1948年伦敦奥运会皮划艇静水男子单人划艇10000米季军。
- Mark Heese（英语：Mark Heese），1996年亚特兰大奥运会男子沙滩排球季军。
- Syl Apps（英语：Syl Apps），1936届经济学系本科毕业生，前国家冰球联盟多伦多枫叶队球员，于1975年入选加拿大体育名人堂，于1977年获颁员佐级加拿大勋章（CM），于2017年国家冰球联盟成立100周年之际被评为历史上“最伟大的100名NHL球员”之一。
- Roger Neilson（英语：Roger Neilson），1956届体育教育系本科毕业生，前国家冰球联盟多伦多枫叶队球员，于2002年获颁员佐级加拿大勋章（CM）。

### 娱乐界
- 伊万·雷特曼，1969届毕业生，電影導演、制片人，曾執導《捉鬼敢死队》、《魔鬼二世》、《六天七夜》等電影，于2009年因其“导演和制片上的贡献，以及对加拿大电影和电视行业做出的贡献”获颁官佐级加拿大勋章（OC）。
- 尤金·列维，1969届毕业生，演员、制片人，曾出演《美国派》、《博物馆惊魂夜2》等电影，于2021年因其作品《富家穷路》获颁金球奖音乐及喜剧类剧集最佳男主角。
- 马丁·肖特，演员、作家，曾出演《新岳父大人》、《埃及王子》等电影，于1983年因其作品《Sweeps Week》获颁黄金时段艾美奖综艺系列剧集最佳编剧，于1994年获颁员佐级加拿大勋章（CM），于1999年因其作品《Little Me》获颁托尼奖最佳音乐剧男主角，于2014年因其作品《AFI终身成就奖：梅尔·布鲁克斯》获颁黄金时段艾美奖最佳综艺特辑（录播），于2019年获颁官佐级加拿大勋章（OC）。
- 游莨維，香港無綫電視TVB藝員及主持人
- 汪圓圓，香港模特兒
- 杜如風，香港主持人
- 章志文，香港無綫電視TVB藝員及主持人

## 外部連結
- （英文）麥瑪斯達大學 （页面存档备份，存于）
- （英文）麦克马斯特大学学生会 （页面存档备份，存于）
- （英文）麦克马斯特大学研究生会 （页面存档备份，存于）
- （英文）麥瑪斯達大學运动和娱乐 （页面存档备份，存于）
- （英文）麦克马斯特大学华人学生社团
- （英文）麦克马斯特大学中国学生学者联谊会 （页面存档备份，存于）（已于2019年9月22日被取消社团地位[29]）
- 麥瑪斯達大學香港學生聯盟 （页面存档备份，存于）（已于2021年9月5日停止运作[30]）
- 麥克馬斯特大學台灣同學會 （页面存档备份，存于）
- 衛星照片 （页面存档备份，存于）